# 顏敏時
戴维·安东尼·安德鲁·阿梅斯爵士（英語：Sir David Anthony Andrew Amess，/ˈeɪmɪs/ AY-miss，1952年3月26日—2021年10月15日），英国政治人物，英国保守党党员，1983年起任英国国会议员，历任巴西尔登和西紹森德两个选区议员。
埃默斯在埃塞克斯郡出生长大，在伯恩茅斯大学修读经济与政府，毕业后当过一段时间小学老师、承保从业员及招聘顾问。1982年，任紅橋區保守党议员，1983年在英国议会选举中一骑绝尘，拿下巴西尔登议席，体现“埃塞克斯男人”对玛格丽特·撒切尔政府的热忱。1992年成功获得连任，后因选区范围变动辞任，1997年任西绍森德选区议员，直至24年后遇害。
埃默斯在政府的最高职位是担任博文高国会私人秘书12年，之后任后座议员，在多个专责委员会任职，支持多项法案，包括《防止残酷束缚法》（1988）和《家居供暖与节能法案》（2000），任内主张维护动物福利、纪念拉乌尔·瓦伦贝格及支持子宮內膜異位症患者。
作为社会保守主义派天主教徒，埃默斯反对堕胎和同性婚姻。政治上支持死刑和脱欧。1983年结婚，有五个子女，二女为模特凯蒂·埃默斯。
2021年10月15日，埃默斯在滨海利主持“政治诊疗室”活动时，被人刺中数刀，当场死亡。索马里裔英国公民阿里·哈比·哈里涉嫌谋杀被捕，依照《2000年恐怖主义法令》被拘留。据称阿里信奉极端伊斯兰教。

## 早年与职业生涯
1952年3月26日，戴维·安东尼·安德鲁·埃默斯在埃塞克斯郡普拉斯托的一个工人阶级家庭出生，父亲詹姆斯·埃默斯（James Amess）是电工，母亲莫德·马丁（Maud Martin）是裁缝。母亲一样，埃默斯自小信奉罗马天主教。
埃默斯就读于圣安东尼小学和幼儿学校（St Anthony's Junior and Infant School）及森林門圣博纳旺德文法学校（今圣博纳旺蒂尔天主教学校）。就读圣博纳旺德期间加入学生的革命党（Revolutionist Party），主张最低额度的零花钱及取消家庭作业，政治兴趣就此萌发，成年后更加入保守党。埃默斯小时候有口吃的毛病，经言语治疗纠正后，天生的考克尼口音完全丧失。埃默斯之后就读于伯恩茅斯技术大学（今伯恩茅斯大学科技系），获经济与政府理学士学位。1970至1971年在貝思納爾綠地圣约翰浸信会小学教残障儿童，1974年至1976年任承保人，后任招聘顾问。

## 政治生涯
1979年英国大选，埃默斯争夺工党议员亚瑟·刘易斯在西北纽汉选区的稳取席位。1982年，任伦敦红桥区议员。
1983年英国大选，时任巴西尔登选区保守党议员哈维·普罗克特移到比勒里凯，埃默斯于1983年6月9日当选该区议员，接任他的职务。埃默斯举出埃塞克斯人的新人口统计，证明当地人非常支持玛格丽特·撒切尔政府。《政治活动》称埃默斯是“新埃塞克斯人、工人阶级、电工父亲、右翼的代表，犹如锋利衣架，吵闹粗暴，不机敏” 。
埃默斯兼任国会议员及地方议员，直至1986年卸任红桥区议员，专注于威斯敏斯特宫的议席。1987年英國大選，凭借个人培养的大量追随者，以微弱优势保住议席。选后获任命为博文高的国会私人秘书，随博文高的部长生涯做了10年。1992年英国大选再获连任，是保守派意外赢得此次选举的象征，其所在的巴西尔登选区是成败关键。
1997年英国大选前夕，巴西尔登选区被重新划分为两部分，纳入邻近选区。埃默斯认为边界委员会在当地新增选区，“强奸了巴西尔登镇”。由于埃默斯的支持者仅占少数，新的巴西尔登选区确定会被工党夺取，埃默斯遂在其他选区竞逐连任，而他早在1995年6月就接任退休内阁大臣保罗·香农的西紹森德选区席位，1997年大选在此选区获胜，再度回归威斯敏斯特宫。同年，安吉拉·埃文斯·史密斯以1.3万多票，赢得新划分的巴西尔登选区。

### 西绍森德城市地位
埃默斯长期在所属选区的主城镇濱海紹森德举行竞选活动。2021年10月18日，绍森德获城市地位，以纪念遇害的埃默斯。

### 立法参与

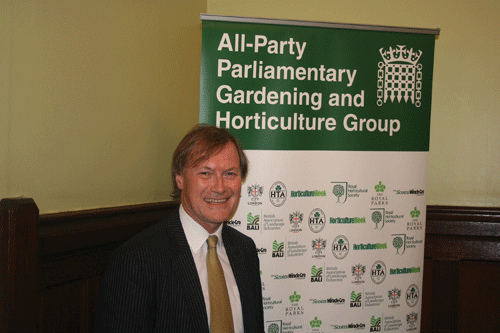
埃默斯参加2012年园艺周活动

埃默斯支持多项议会法案，包括《1988年防止残酷束缚法》（Protection Against Cruel Tethering Act 1988）和《2000年家居供暖与节能法》（Warm Homes and Energy Conservation Act 2000） 。
2014年，埃默斯协助通过《专业印刷设备及材料刑事法》，消除企业向造假者提供专业印刷设备而不受法律制裁的漏洞。
2016年，协助通过《驾校教练注册法》，简化驾校教练因注册失效重新登记、因个人原因离职注销登记的手续。法案得到驾校老板及汽车组织支持。

#### 1988年防止残酷束缚法
《防止残酷束缚法》由长期支持动物福利的埃默斯提出，得到全国农民联盟支持。埃默斯在下议院表示这项十分钟规则法案源于“埃塞克斯马匹保护协会的提议”。

#### 2000年家居供暖与节能法

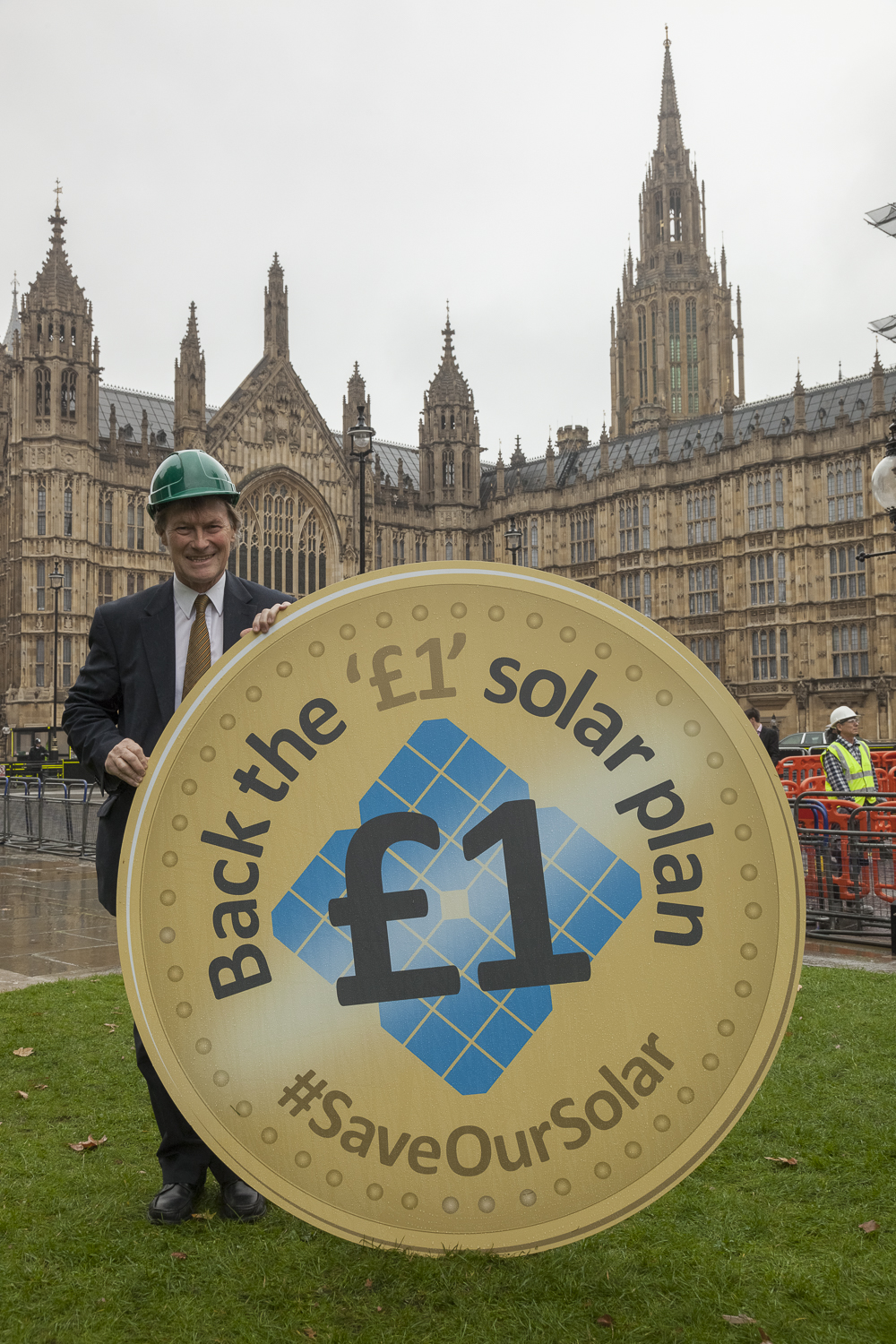
2015年的埃默斯

埃默斯最广为人知的法案是《2000年家居供暖与节能法》。根据埃默斯在下议院的演讲，该法案在他被排除出指定议员投票（Private Members Ballot）后提出。后来他遇到地球之友组织成员马丁·威廉姆斯（Martyn Williams），对方说选区内有位居民在寒冷的家中死去，让他认为需要通过该法。
法案要求内阁大臣“公布并实施一项减少燃料贫困的战略”，使得英国政府对燃料贫困的态度及政策产生重大转变，燃料贫困户从1996年的510万户减少到2004年的120万户。

### 议会委员会

#### 健康专责委员会
1998年至2007年，埃默斯任健康专责委员会委员。得益在委员会中的地位，他于1999年任保守党健康委员会后座议员，自此开始关注多项健康议题。2004年，在埃默斯的极力推动下，英国肥胖症状况调查报告出炉。报告指三分之二的英国人超重或有肥胖问题，促使委员会进一步讨论肥胖问题成因，提出各项改善措施。埃默斯一直关注该问题，于2013年7月的首相答问环节提出一系列相关问题。

#### 主席团
埃默斯也是主席团成员。该团体由主席、两名筹款委员会副主席及10名议员组成，其中10名议员由下议院议长在每届议会开始前提名。埃默斯最近一次获任命是在2010年5月26日，但他2001年以来就在这个委员会。身为主席团成员，埃默斯负责主持公共法案委员会、主持威斯敏斯特大厅辩论，有时会主持整个下议院的委员会

#### 行政委员会
2015年，埃默斯加入行政委员会，负责监督议会地产及议会服务的运作。2019年英国大选后从委员会卸任。

#### 后座议员商务委员会
2010年，埃默斯当选新成立的后座议员商务委员会委员，2015年卸任。

### 拉乌尔·瓦伦贝格
埃默斯多年来提倡为在纳粹占领匈牙利期间拯救上万名犹太人而丢掉性命的瑞典外交官拉乌尔·瓦伦贝格设立纪念像。该项提议早在1980年代末的议会问答大会上被提出，当时埃默斯提议为瓦伦贝格颁发英国荣誉公民。其后又在1989至90届议会尝试推动《拉乌尔·瓦伦贝格法案》通过，1996年为纪念瓦伦贝格举行休会期辩论。1997年，由雕塑家菲利普·杰克逊打造的纪念像在伦敦西部大理石拱门犹太教堂外的大坎伯兰广场揭幕。

### 子宫内膜异位症全党议会小组
2018年3月，埃默斯成立子宮內膜異位症全党议会小组，支持该病的患者，提高观众对该病的意识。该小组由埃默斯任主席，艾玛·哈迪、杰姬·道尔-普莱斯和汉娜·巴德尔任副主席。

### 工业与议会信托
1994年，埃默斯加入工业和议会信托，2012年完成信托的研究生奖学金课程，在英国演艺学校、獨立電視新聞和皇家歌剧院专修文化与创意产业。2014年任受托人董事会主席，2017年卸任。

### 对哈维·温斯坦性侵事件的评论
2017年10月，哈维·温斯坦性侵事件发生后，一份有埃默斯签名的声明被曝光，声称对温斯坦的指控“至少说是可疑的”，称埃默斯认为“突然出现的不当行为指控完全不可相信”。埃默斯后来收回声明，并对因此引发的不安致歉，称声明是工作人员未经授权发出的。

## 媒体与出版物

### 出版物
2012年，埃默斯出版小册子《1992：克服困难》（1992: Against All Odds!），讲述自己1992年在巴西尔登选区竞逐连任的过程。该书在纪念92年大选20周年的下议院活动中发布，时任首相戴维·卡梅伦与保守党人士出席。
埃默斯与复兴集团（Renewal Group）汇编小册子《机会之党》（Party of Opportunity），收录13位自称或出身于工人阶级议员的小传记，包括四位政府部长薩吉德·賈偉德、馬克·弗朗索瓦、帕特里克·麦克洛克林和邁克·潘寧。小册子于2014年4月在下议院发布。《机会之党》第二版于2015年1月发布，由保守俱乐部协会（The Association of Conservative Clubs）赞助，收录29位保守党议员的文章。
2020年12月，起早出版社（Luath Press）出版《口耳相传：威斯敏斯特生存指南》（Ayes & Ears: A Survivor's Guide to Westminster），收录议员素描、重大演讲、丑闻及局内人对议会重大事件的描述。2012年2月，该书入选议会图书奖回忆录/传记类短名单。

### 《黄铜眼》
埃默斯亮相时事恶搞电视节目《黄铜眼》，在别人的糊弄下拍了一段广告，以夸张口吻告诫人们小心所谓的东欧毒品“蛋糕”。埃默斯后来在议员就“蛋糕”及真实存在的巧茶和Γ-羟基丁酸提问。对此，内政部长错误称“蛋糕”是毒品3,4-亚甲二氧基-N-苄基苯丙胺的绰号。2001年，《黄铜眼》将这段广告收录进DVD，并应埃默斯的要求加入免责声明，强调他不赞同使用娱乐性毒品。

## 政治观点

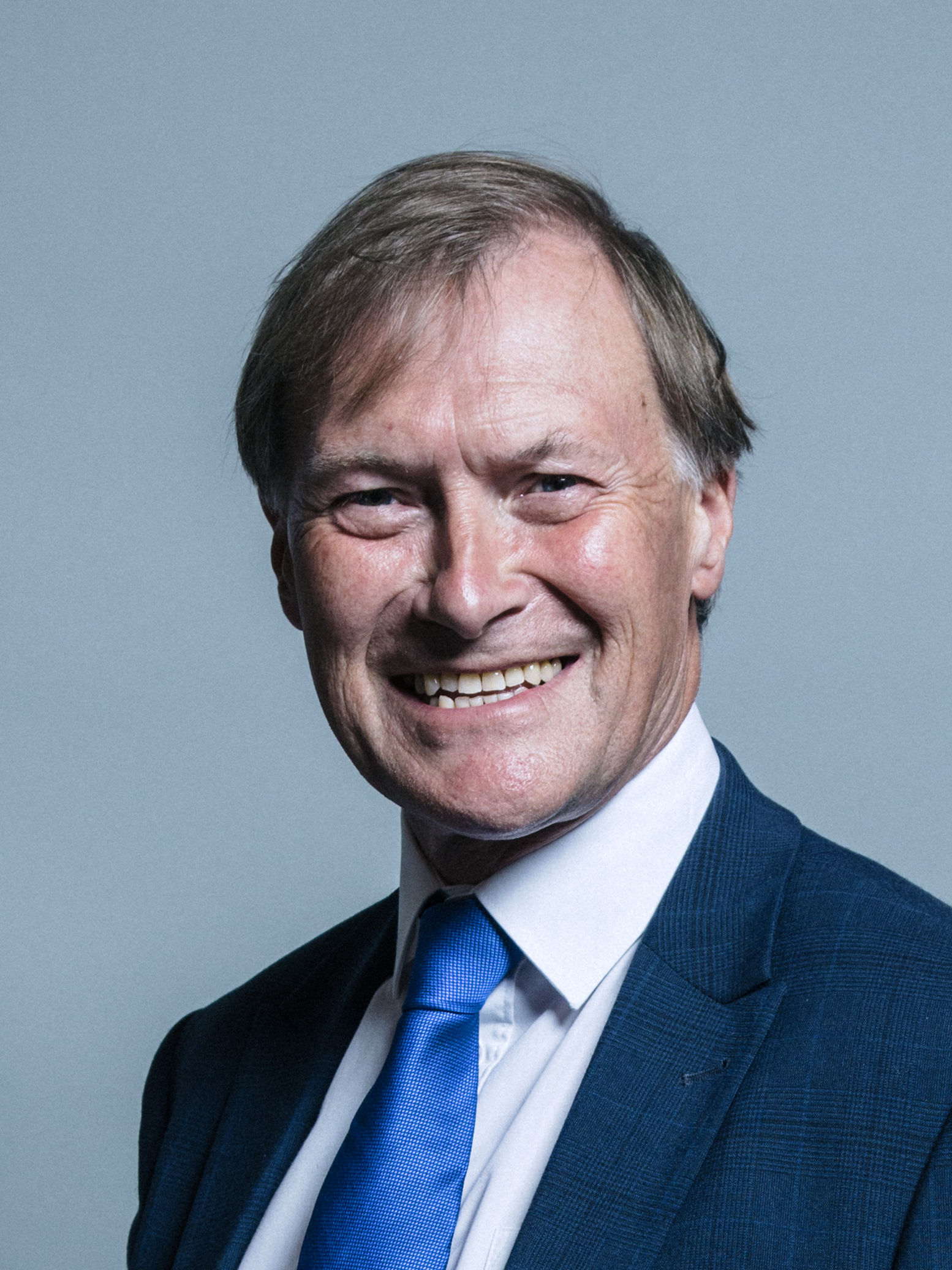
2017年的官方肖像

埃默斯在下议院投票时一般会跟随保守党的政策。他投票赞同2003年进攻伊拉克，但事后批评工党政府没有找出将行动合理化的大规模杀伤性武器。外交政策方面，他是保守党以色列之友领导成员。他是少数几位支持弹劾托尼·布莱尔的保守党议员。
2013年8月，埃默斯与30名保守党员投票反对对叙利亚发动军事行动。他后来说自己和同事们的投票立场之所以不同，是觉得如果以前投票反对向伊拉克发动战争，伊拉克的情况可能会完全不同。埃默斯支持恢复死刑。他批评伊朗政府，支持伊朗反抗力量全國議會，公开为玛丽亚姆·拉贾维的10点宣言背书。埃默斯支持难民和寻求庇护者。
埃默斯反对堕胎。2005年6月，埃默斯支持勞倫斯·羅伯森提出的《禁止堕胎（英格兰和威尔士）法案》（Prohibition of Abortion (England and Wales) Bill），该法案几乎完全禁止堕胎。进入下议院后，埃默斯通常情况下反对推动LGBT权利，包括反对平等同意年龄改革及同性婚姻。
埃默斯主张改善动物福利及畜牧业。他从头到尾投票支持禁止猎狐活动及追猎野兔，是保守党动物福利基金会（Conservative Animal Welfare Foundation）的赞助人。他还支持禁止用笼困住野鸟、动物试验、养殖走私幼犬、停止运输出口活体动物。
2011年9月，埃默斯指责英国广播公司在报道以色列的事件时待有偏见，画面“被非常不成比例地覆盖住”，显得当地“灯光昏暗”。
埃默斯坚定的欧洲怀疑主义者，在英國去留歐盟公投前便公开支持英國脫歐，指投票留下来是非常危险的大错误，认为“议会主权丧失”是英欧关系的最大负面影响。埃默斯批评时任美国总统贝拉克·奥巴马在与戴维·卡梅伦会面时干涉英國去留歐盟公投，说奥巴马“根本没有干涉的权利”。

## 荣誉
埃默斯在2015年新年授勋中获封下級勳位爵士。他是帝国骑士学会学士。
在2011年Dods慈善冠军奖（Charity Champion Awards）上获得动物福利和环保冠军（Animal Welfare and Environment Champion），由下议院议长约翰·伯科在议长府国事厅颁奖，以表彰他动物福利方面的领导地位及承诺。该奖项授予在解决动物福利和自然环境问题方面做出最大努力的议员。
在2012年由Dods举办的议会慈善冠军招待会上，埃默斯获“终身成就奖”，表彰他对慈善事业作出的终身承诺。
2014年获草根外交官奖“保护动物权利政策驱动者”提名，表彰他长久以来对动物权利的贡献。

## 个人生活
埃默斯与妻子朱丽娅·阿诺德有一个儿子和四个女儿。朱丽娅是丈夫的兼职个案工作者。儿子小大卫（David Jr.）2005年在夜店朝一名男子的头砸了一个香槟酒瓶，犯严重身体伤害罪，入狱四年。二女凯蒂是演员。埃默斯是英超联赛球队西汉姆联的忠实拥趸，2016年5月在博林球场观看球队决赛。
身为爱动物人士，埃默斯一家有多只宠物。2016年，一家人收养获救的巴哥犬莉莉（Lily）。2021年，法国斗牛犬薇薇安（Vivienne）接替莉莉，参加威斯敏斯特年度犬展（Westminster Dog of the Year Show）。
埃默斯是地方慈善团体音乐人协会（The Music Man Society）的主席，该协会为有学习障碍的人提供音乐机会。他曾和协会成员出席在皇家阿爾伯特音樂廳和伦敦守护神剧院的表演。

## 遇害
2021年10月15日，埃默斯在滨海利贝尔费尔斯卫理公会教堂（Belfairs Methodist Church）出席政治診療室活动时身中数刀，当场伤重不治。倫敦警察廳宣布事件为“恐怖主义行为”，调查行动由苏格兰场反恐指挥部（Scotland Yard's Counter Terrorism Command），调查“与伊斯兰极端主义有关的潜在动机”。当局确认嫌犯为索马里裔英国公民阿里·哈比·阿里，依《恐怖主义法》将其扣留。